# Magyar Dezső
Magyar Dezső (Szolnok, 1938. december 4. - n.a.), rendező, író

## Pályafutása
1967-ben végzett a Színház és Filmművészeti Főiskolán. Az 1968 táján induló filmes nemzedék markáns alakja – Bódy Gábor, Dobai Péter, Koltai Lajos barátja – aki, két agitatív kiáltvány filmet (Büntetőexpedíció, 1970 és Agitátorok, 1971), egy rövidfilmet hagyott maga után, majd 1972-ben az USA-ba emigrált minden kapcsolatot megszakítva Magyarországgal. Először az Amerikai Filmintézet, majd később a Kanadai Filmközpont művészeti igazgatója lett. 1999-ben Dér András 54 perces portréfilmet készített róla Magyar Dezső címmel.

## Filmográfia
- Portré (1967)
- Felületek (1967) (vizsgafilm)
- Agitátorok (1971)[1][2]
- Büntetőexpedíció (1970)[3]
- Három lányok (1971)
- Rappaccini's Daughter (1980)
- Great performance (1981) (1 epizód)
- American Playhouse (1982) (1 epizód)
- Tales of the Unexpected (1985) (1 epizód)
- No secrets (1991)

Muhi Klára: Beszélgetés Magyar Dezsővel és Koltai Lajossal - Forradalmak és büntetések